# 卡馬湖
46°15′17″N 9°13′44″E / 46.25472°N 9.22889°E
卡馬湖（Lago di Cama），是瑞士的湖泊，位於該國東南部，由格勞賓登州負責管轄，處於卡馬境內，面積0.13平方公里，該湖泊海拔高度1,265米，最大水深16米。